# 澄憲
澄憲（ちょうけん、大治元年（1126年）- 建仁3年8月6日（1203年9月12日））は、平安時代後期から鎌倉時代初期にかけての天台宗の僧。父は藤原通憲（信西）。蓮行房・安居院法印とも号する。娘に勅撰歌人の八条院高倉がいる。

## 経歴
珍兼に師事して天台教学を学び、初め比叡山北谷竹林院に、その後は竹林院の里房である安居院に住した。平治元年（1159年）におきた平治の乱では下野国に配流となったが、まもなく帰京している。承安4年（1174年）、最勝講で祈雨法を修して権大僧都に任じられ、治承元年（1177年）には明雲から一心三観の血脈を相承した。多くの法会で導師を勤めた。
二条天皇の中宮であった姝子内親王と密通したとされ、弟子の海恵は、澄憲と姝子内親王の間の子であるといわれている。

## 唱導の名人
澄憲は説法唱導の名人として知られ、安居院流唱導（安居院唱導教団）の祖とされている。
その父譲りの知識から来るわかりやすさ、そして美声は「富楼那尊者の再誕」「説法の上手」と評され人びとを惹きつけ、多くの聴衆の感涙を誘ったと伝わっている。
法然に帰依し、その弟子として高名であった澄憲の息子の聖覚もまた「舌端玉を吐く」と称されるほどの唱導の名手であった。澄憲譲りの聖覚の才能により、浄土宗は唱導の力を取り入れ、世間への布教が進んだ。また、法然門下での弟弟子に親鸞がいる。聖覚を尊敬していた親鸞は、聖覚の安居院流唱導の技術を手本に、浄土真宗の庶民布教を行った。
澄憲の著作としては、『源氏表白文』『法滅の記』『唱導鈔』『澄憲作文集』『澄憲作文大体』『澄憲表白集』『言泉集（ごんせんしゅう）』など、聖覚の著作としては『唯信鈔』などが知られる。

## 系譜
- 父：藤原通憲（信西）
- 母：高階重仲の娘
- 妻：不詳
  - 男子：真雲（?-?）
  - 男子：聖覚（1167-1235）
  - 男子：覚位
  - 男子：宗雲
  - 男子：理覚
  - 男子：恵聖（?-?）
  - 男子：恵敏
  - 男子：恵真
- （密通）：高松院姝子内親王
  - 男子：海恵（1172-1207）
  - 女子：八条院高倉（1176?-1248?） - 勅撰歌人